# Park Yŏng-han
Park Yŏng-han (* 14. September 1947 in Pusan; † 23. August 2006 in Koyang, Kyŏnggi-do) war ein südkoreanischer Schriftsteller.

## Leben
Park Yŏng-han wurde am 14. September 1947 in Pusan als fünftes von insgesamt acht Kindern geboren. Er wuchs in Armut auf und kämpfte beständig gegen seine Verzweiflung und einem Minderwertigkeitskomplex. Nachdem er nicht – wie beabsichtigt – an der Jurafakultät der Korea University studieren konnte, zog er für drei Jahre durch das Land, arbeitete als einfacher Arbeiter und lebte unter Prostituierten, Taschendieben, Vagabunden und anderen von der Gesellschaft Verstoßenen. Er wurde schließlich an der Yonsei-Universität angenommen, meldete sich jedoch bereits zwei Tage nach seiner Immatrikulation als Freiwilliger für den Vietnamkrieg. Nach seiner Rückkehr schrieb er das preisgekröntes Werk Der weit entfernte Sông Ba Fluss (머나먼 쏭바강), das auf seinen Erfahrungen aus diesem Krieg basiert. Der Roman, der diverse Themen wie Liebe, Krieg, Freiheit, Ideologie und die Bedeutung von individueller Existenz behandelt, verkaufte sich über einhunderttausend Mal und katapultierte den bis dahin unbekannten Autoren in die Ränge der Prominenz.
Parks Werke sind größtenteils inspiriert von seinen eigenen Erfahrungen und können in verschiedene thematische bzw. stilistische Gruppen unterteilt werden. Seine Romane Liebe in Umukpaemi (우묵배미의 사랑) und Die Familie von Wang Lung (왕룽일가) basieren auf Parks Erfahrungen, die er während seines Lebens in den Randgebieten von Seoul gesammelt hat, und stellen auf realistische Weise das tägliche Leben des einfachen Volkes während der Modernisierung Koreas dar. Die Romane sind in einem herzlichen, beschreibenden und oft auch lustigen Sprachstil verfasst, welcher im Gegensatz zu dem eher prägnanten Schreibstil in Der weit entfernte Sông Ba Fluss steht. Obwohl seine Thematiken so vielfältig sind wie seine Lebenserfahrungen, scheinen sie doch eine bestimmte Sorge um die Korruption der Menschheit durch externe Kräfte widerzuspiegeln, wie zum Beispiel der ideologische Krieg in Der weit entfernte Sông Ba Fluss oder die ländliche Industrialisierung in Liebe in Umukbaemi.

## Arbeiten

### Koreanisch

#### Kurzgeschichten
- 지상의 방 한 칸 Ein Zimmer über der Erde (1988)
- 지옥에서 보낸 한철 Die Jahreszeit, die ich in der Hölle verbrachte (1988)

#### Romane
- 인간의 새벽 Die Morgendämmerung der Menschheit (1980)
- 노천에서 Unter freiem Himmel (1981)
- 쓸쓸한 자유인 Der einsame Freie (1983)
- 열아홉의 날개 19 Schwingen (1985)
- 내친구 빠삐용 Mein Freund Papillon (1989)
- 아라베스크 Arabesque (1990)

### Verfilmungen
- 우묵배미의 사랑 Liebe in Umukpaemi (1990)

## Auszeichnungen
- 1988 – 동인문학상 (Tongin-Literaturpreis)
- 1978 – 오늘의 작가상 (Preis für Autoren von heute)